# Festplattencrash
Unter einem Festplattencrash wird die plötzliche Nichtverfügbarkeit von Daten einer Festplatte verstanden, wobei die Ursache dafür in der Hardware der Festplatte liegt. Ursprünglich rührt diese Bezeichnung vom Head-Crash her, wo der Festplattenkopf die Oberfläche des Speichermediums berührt. Ein Festplattencrash kann jedoch, im Unterschied zum Head-Crash, auch durch
- Defekte in der Elektronik,
- das Nichtanlaufen des Motors,
- die Nichtbeweglichkeit des Festplattenkopfes

und Ähnliches hervorgerufen werden.
Nach einem Festplattencrash müssen die Daten nicht zwangsläufig verloren sein, professionelle Datenrettungsfirmen können mittels bestimmter Softwaretools und Methoden der Datenwiederherstellung häufig einen Großteil der Daten wiederherstellen.

## Abgrenzung
Manchmal werden aus Nutzersicht auch Dateisystemfehler als Festplattencrash bezeichnet, jedoch liegt in diesem Fall die Ursache nicht in der Festplatte selbst, sondern in der logischen Struktur der auf ihr gespeicherten Daten.